# New Look
El New Look ("new look dior", “nuevo aire”, “nuevo aspecto”, “nuevo look”) es un estilo en el diseño de la moda, creado por Christian Dior en 1947, aunque anticipado ya por Cristóbal Balenciaga, que revolucionó el mundo de la moda posterior a la Segunda Guerra Mundial.

## Contexto
Durante la Segunda Guerra Mundial, la moda era austera, la tela para fabricar ropa estaba racionada, y la ropa debía confeccionarse con el mínimo de material. Al finalizar la guerra, las mujeres querían frivolidad y deseaban ropa femenina que no pareciera una versión civil de los uniformes militares. Los diseñadores regresaron a los estilos de los años 30, pero el ambiente de austeridad ocasionó que fueran criticados como extravagantes e irrelevantes.

## La línea «Corolle» de 1947
El 12 de febrero de 1947 el Christian Dior presentó su primera colección, su línea "Corolle" (el nombre hace referencia a la corola o anillo de pétalos de una flor), se trataba de una colección muy femenina, con hombros suaves, cinturas ajustadas, faldas largas y anchas, el «chaqueta bar» (bar jacket, en inglés)... Representó un cambio significativo comparado con la moda austera de la guerra.
Carmel Snow, redactora jefe de la revista norteamericana Harper's Bazaar dio nombre a la colección como el “New Look”, cuando dijo 

“It’s quite a revelation dear Christian... Your dresses have such a new look”
 (Es una revelación, querido Christian (Dior)... tus vestidos son tan novedosos).

Dior destacó por su excesivo uso de tela. Para sus primeros diseños requería aproximadamente 9 metros de tela. Después llegó a usar hasta 70 metros de tela para diseños refinados que disminuían volumen en la cintura. Los gobiernos del Reino Unido y Estados Unidos recibieron con reticencia este New Look porque “desperdiciaba” mucha tela y recomendaron a la gente no seguir esa moda. Sin embargo, el inversionista que apoyó a Dior en la creación de su marca, Marcel Boussac, era un magnate textil a quien agradó la idea de crear ropa con excesivo uso de tela.
Dior continuó diseñando sus líneas con «nuevo look» hasta 1954, cuando presentó un nuevo estilo, el "French Bean Line" o "Flat Look" ("look plano").

## Legado
El "nuevo look" fue una influencia importante en la moda de la posguerra, contribuyendo al renombre de París como un importante centro de la moda.  El éxito de la casa de Dior, junto con el trabajo de otros diseñadores, ayudó a revitalizar la industria de la moda después de la Segunda Guerra Mundial.